# 尼いも
尼いも（あまいも）とは、兵庫県尼崎市が原産の芋である。

## 概要
江戸時代（1789年-1801年ごろ）、現在の尼崎市に当たる尼崎町南部の初島両新田地帯で栽培を開始されたとされている。土質が小石混じりの乾燥した、栽培に適した地域とされていたサツマイモで、京阪神の料亭などに数多く出荷された。
しかし、1900年代後半における室戸台風とジェーン台風による浸水被害により農場が被災。尼いもは衰退することになったが、2000年になって市民が「甘くておいしい尼いもをもう一度口にしたい」という機運が高まり、尼崎市の公害地域の患者が中心となった「尼崎公害患者・家族の会」が立ち上げた「尼崎市南部再生プラン」の一環でその復興プロジェクトがスタートする。
その幻となった尼いもを求めて全国を訪ね、茨城県にある農業研究センターにて、「尼崎赤」「四十日藷（いも）」「源氏」といわれる尼いものルーツとなる芋の種を発見し、これを持ち帰って農家に協力して試験栽培を行い、2001年からは「尼いもクラブ」が創られ、現在は「四十日藷」に特化して「尼いも」の再生に取り組み、学校の農栽培授業や、農家、家庭栽培で尼いもの再生に勤めている。また、尼いもを利用したスィーツや焼酎なども市販されている。

## 特徴
「四十日藷」の一種であり、味は甘め。太さ直径1cm、長さ20cmの細長め。毎年9月、鳴尾村（現・西宮市）の農家に種芋取りを依頼し、11月ごろに掘り出して持ち帰る。その後次の年の3月まで芋苗床で苗取り・作付けをする。7-8月ごろに収穫し、8月24日の地蔵盆に向けてお供えに使われる。